# John St. John (político americano)
John Pierce St. John (25 de Fevereiro de 1833 - 31 de Agosto de 1916) foi o oitavo Governador de Kansas e candidato à Presidente dos Estados Unidos em 1884.

## Vida
St. John nasceu em Brookville, Indiana. Serviu como tenente-coronel do 143º Regimento de Infantaria Voluntário de Illinois no Exército da União durante a Guerra Civil Americana. A partir de 1873 ele ficou no Senado de Kansas, e foi o Governador Republicano de Kansas de 1879 a 1883. Ativo no Movimento da temperança, conseguiu promover uma emenda de proibição à constituição daquele estado. St. John ajudou também a criar a Associação Humanitária de Libertos de Kansas durante o Grande Êxodo de afro-americanos no Kansas em 1879.
Era o candidato do Partido da Proibição para Presidente dos Estados Unidos na eleição de 1884. No dia 2 de Outubro de 1884, ele foi quase baleado, com a bala atingindo a janela ao lado dele. Recebeu 147.482 votos (cerca de 1,5%) e com William Daniel como companheiro de chapa. A eleição foi ganha por Grover Cleveland do Partido Democrata. St. John também foi superado por outros dois candidatos que não conseguiram:
- James G. Blaine do Partido Republicano.
- Benjamin Franklin Butler do Partido Greenback.

St. John morreu depois de sofrer insolação em 31 de Agosto de 1916 em Olathe, Kansas.
A cidade de St. John, Kansas, recebeu esse nome em homenagem a ele.